# Sex & Religion
Sex & Religion – album studyjny amerykańskiego wirtuoza gitary Steve’a Vaia. Wydawnictwo ukazało się 27 lipca 1993 roku nakładem wytwórni muzycznej Relativity Records. Vaia w nagraniach wsparli: wokalista Devin Townsend, perkusista Terry Bozzio oraz basista T. M. Stevens. Płyta dotarła do 48. miejsca listy Billboard 200 w Stanach Zjednoczonych. Nagrania trafiły ponadto na listy przebojów w Holandii, Szwajcarii, Niemczech i Szwecji.

## Lista utworów
Opracowano na podstawie materiału źródłowego.
| Nr  | Tytuł utworu                | Autorzy                                    | Długość |
| --- | --------------------------- | ------------------------------------------ | ------- |
| 1.  | „An Earth Dweller's Return” | Steve Vai                                  | 1:03    |
| 2.  | „Here & Now”                | Steve Vai                                  | 4:47    |
| 3.  | „In My Dreams With You”     | Roger Greenawalt, Steve Vai, Desmond Child | 5:00    |
| 4.  | „Still My Bleeding Heart”   | Steve Vai                                  | 6:00    |
| 5.  | „Sex & Religion”            | Steve Vai                                  | 4:24    |
| 6.  | „Dirty Black Hole”          | Steve Vai                                  | 4:27    |
| 7.  | „Touching Tongues”          | Steve Vai                                  | 4:33    |
| 8.  | „State Of Grace”            | Steve Vai                                  | 1:41    |
| 9.  | „Survive”                   | Steve Vai                                  | 4:46    |
| 10. | „Pig”                       | Devin Townsend, Steve Vai                  | 3:36    |
| 11. | „The Road To Mt. Calvary”   | Steve Vai                                  | 2:35    |
| 12. | „Down Deep Into The Pain”   | Steve Vai                                  | 8:01    |
| 13. | „Rescue Me Or Bury Me”      | Steve Vai                                  | 8:25    |
|     |                             |                                            | 59:18   |